# Henrik Bull
Henrik Bull (født 28. marts 1864 i Oslo, død 2. juni 1953 samme sted) var en norsk arkitekt og designer, søn af statsarkitekt Georg Andreas Bull og Emilie Constance, født Hjelm.
Henrik Bull var blandt de arkitekter, der var med til at restaurere Nidarosdomen i Trondheim. Blandt hans mest kendte bygninger er Nationaltheatret (færdigbygget i 1899), Historisk museum (1902) og det nuværende Finansdepartementet (1904).
Bull var også en ledende designer i sin samtid. Han tegnede gerne alt interiøret til sine monumentalbyggerier, inklusive dørhåndtag, lamper, møbler og tæpper. Det nuværende Finansdepartementet er et godt eksempel på det. Hans arbejde som designer strakte sig imidlertid langt videre, og han stod for eksempel for bogudstyr, jernovne og mønter. Kunstindustrimuseet i Oslo har blandt andet et spisestuemøblement i dragestil som Henrik Bull har tegnet.
Fra 1912 til 1934 var Henrik Bull direktør for Statens håndverks- og kunstindustriskole.

## Bygninger
Bull tegnede blandt andet følgende bygninger i Oslo (i kronologisk rækkefølge etter byggeår):
- Paulus kirke (1889–92)
- Nationaltheatret (1891–99)
- Historisk museum (1898–1902)
- Regjeringsbygningen (nå Finansdepartementet) (1898–1904)
- Tilbygning til Josefines gate 9 i Homansbyen (1900)
- Villa otium (1911), nu ambassadørbolig for USA.
- "Bybygningen" på Norsk folkemuseum (1914)
- Villa opført for skibsreder Thomas Fearnley i 1915 på Kristinelundveien 4. Villaen var Reichskommissar Josef Terbovens residens i Oslo under anden verdenskrig. Nu ambassadørbolig for Kina.
- Villa for skibsreder Wilhelm Wilhelmsen på Trosterudveien 21 (1917)
- Centralbanken for Norge på Kirkegata 14-18 (1915–21), sammen med Waldemar Hansteen
- Værksted og garage på Schous bryggeri (1920)
- Edvard Munchs vinteratelier på Ekely (1923)
- Malteriet på Schous bryggeri (1925)
- Tilbygning (mod Thor Olsens gate) til Kurbadet på Akersgata 74 (1927)

For Regjeringsbygningen fik han udmærkelsen Houens fonds diplom.
Han var desuden den, der tegnede chokoladen Lohengrin.